# Branislav Ondruš
Branislav Ondruš (ur. 18 marca 1973 w Lewoczy) – słowacki polityk i dziennikarz, poseł do Rady Narodowej, sekretarz stanu w ministerstwie pracy, poseł do Parlamentu Europejskiego X kadencji.

## Życiorys
W 1994 ukończył politologię na Uniwersytecie Komeńskiego w Bratysławie, w 1996 uzyskał na tej uczelni magisterium w tej samej dziedzinie. Był prezenterem wiadomości i redaktorem ekonomicznym w telewizji Markíza, w 2002 przeniósł się do stacji telewizyjnej TV JOJ. Współpracował również z tygodnikiem „Slovo”. Działał w postkomunistycznej Partii Demokratycznej Lewicy, z którą był związany od początku lat 90. W 1999 został jej rzecznikiem prasowym, a w 2000 objął funkcję wiceprzewodniczącego. Zasiadał w radzie miejskiej w Stupavie.
W latach 2010–2012 z ramienia partii SMER wykonywał mandat posła do Rady Narodowej. Do słowackiego parlamentu był następnie wybierany w 2012 i 2016. Od 2012 zajmował stanowisko sekretarza stanu w ministerstwie pracy, spraw społecznych i rodziny. W 2020 został przewodniczącym zrzeszenia ASES, skupiającego słowackich przedsiębiorców społecznych. W 2021 objął funkcję radcy w przedstawicielstwie Unii Europejskiej w Macedonii Północnej. Związał się z założonym przez Petera Pellegriniego ugrupowaniem Głos – Socjalna Demokracja. W 2023 powrócił na stanowisko sekretarza stanu w resorcie pracy.
W wyborach w 2024 uzyskał mandat eurodeputowanego X kadencji.